# Arte jordano

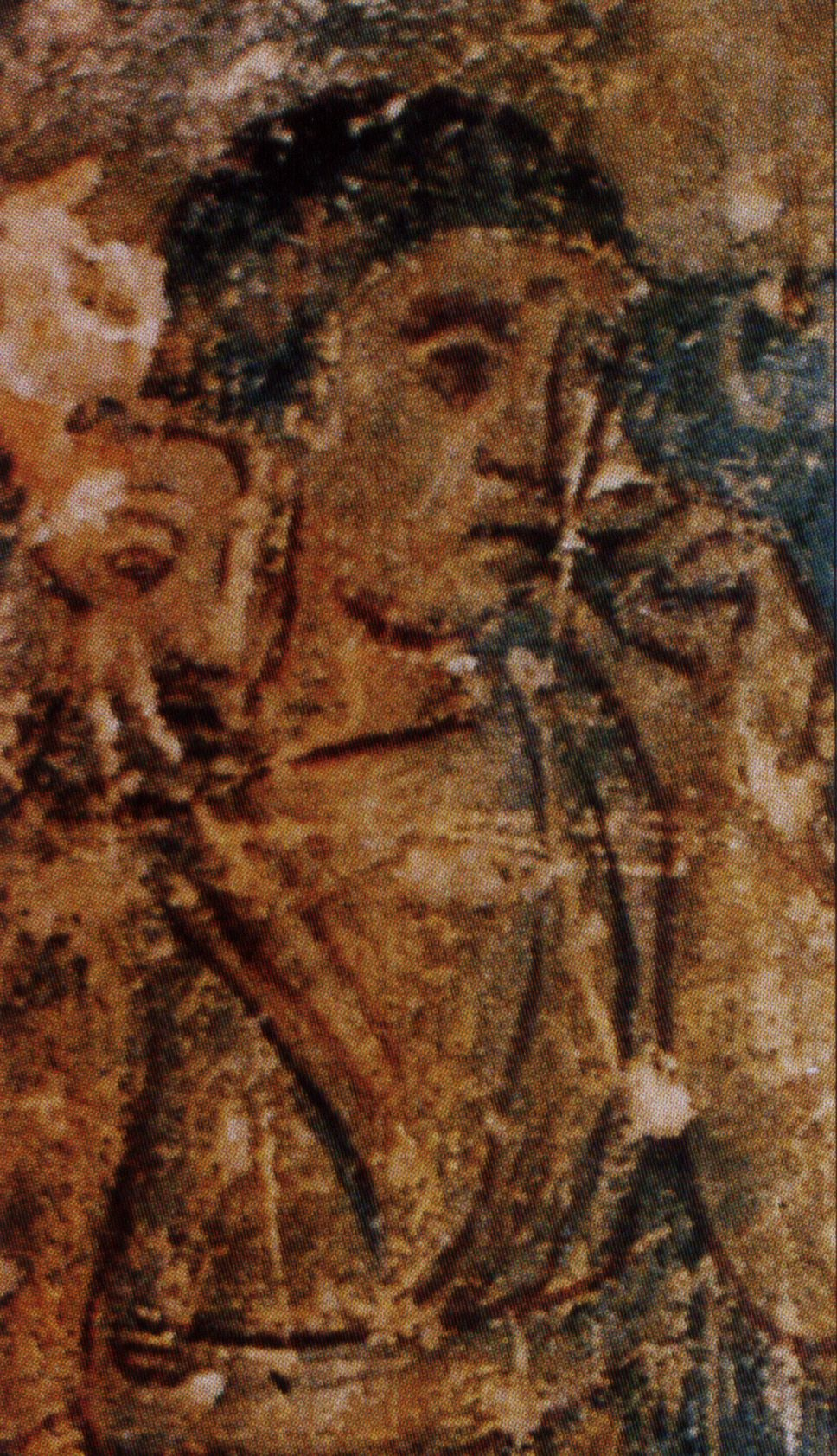
Fresco en Qusair Amra Hamman (casa de baños), un ejemplo de arte omeya de Jordania,

El arte jordano tiene una historia muy antigua. Algunas de las primeras estatuillas, encontradas en Aïn Ghazal, cerca de Amán, se han fechado en el período neolítico. Una clara estética jordana en el arte y la arquitectura surgió como parte de una tradición artística islámica más amplia que floreció a partir del siglo VII. El arte y la artesanía tradicionales están relacionados con la cultura material, incluidos los mosaicos, la cerámica, el tejido, la plata, la música, el soplado de vidrio y la caligrafía. El auge del colonialismo en el norte de África y el Medio Oriente, llevó a una dilución de la estética tradicional. A principios del siglo XX, después de la creación de la nación independiente de Jordania, surgió un movimiento de arte jordano contemporáneo que comenzó a buscar una estética artística claramente jordana que combinara tanto la tradición como las formas de arte contemporáneo. 

## Arte tradicional
Jordania, como nación independiente, fue fundada en 1924. Antes de eso, el área que ahora es Jordania había estado sujeta a varios dominios diferentes. Formaba parte del Reino nabateo, bajo el dominio helenístico tras la conquista de la zona por Alejandro Magno; bajo el dominio romano en el siglo I a. C., y una vez fue parte del Reino de los Omeyas en el siglo VII (CE) y parte del Imperio Otomano desde el siglo XV hasta el final de la Primera Guerra Mundial cuando se convirtió en un protectorado británico hasta la época de la independencia. Su arte es parte de una tradición artística islámica más amplia, con evidencia de influencias clásicas.
El arte tradicional se basaba a menudo en la cultura material, incluyendo manualidades como la confección de alfombras, el tejido de canastas, la herrería de plata, los mosaicos, la cerámica y el soplado de vidrio. Los beduinos eran en gran parte autosuficientes en la producción de bienes, e hicieron sus propias alfombras, tejieron cestas y prepararon cerámicas. Tales obras exhibían una gran variedad de estilos, ya que las tribus usaban a menudo sus propios motivos tribales.
El historiador de arte jordano, Wijdan Ali, ha argumentado que la estética islámica tradicional evidente en el trabajo artesanal fue desplazada por la llegada del colonialismo en el norte de África y Medio Oriente. Sin embargo, en el período descolonizador del siglo XX, se puede observar una forma de arte contemporáneo que combina tradición e influencias modernas.

### Arte preislámico

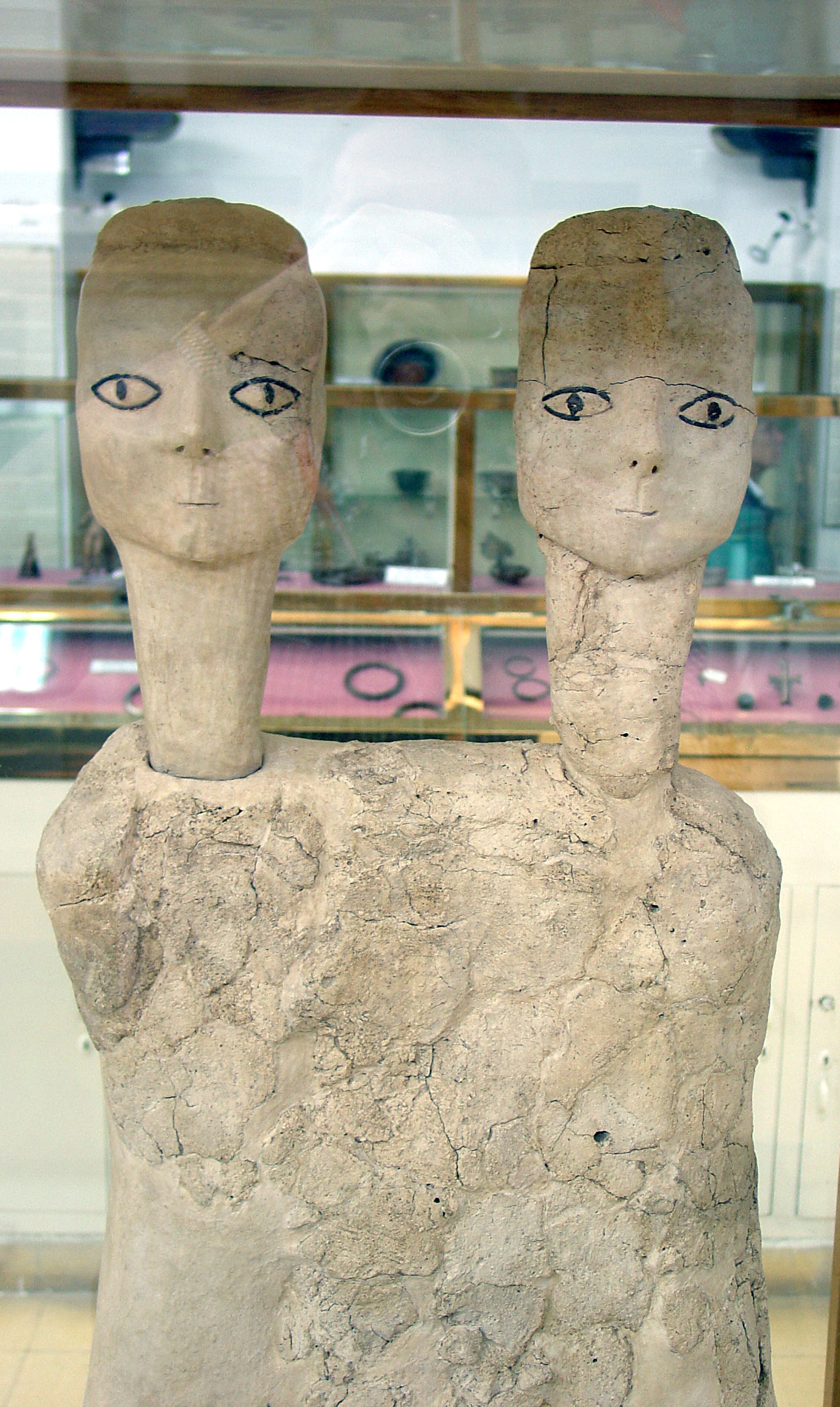
Estatuas de Ain Ghazal, período neolítico, 6700-6500 a. C., ahora en el Museo Arqueológico de Jordania, Amán

Ya en el período neolítico en Jordania, se hacían figurillas y esculturas. En algunos de los primeros ejemplos, los cráneos humanos se construyeron con yeso, y se utilizaron incrustaciones para las cuencas de los ojos. Dos escondites de figurillas descubiertas en Aïn Ghazal, cerca de Amán, incluyen modelos animales y unas tres docenas de figurillas monumentales (ilustradas abajo), que los estudiosos consideran importantes para el ritual y la estructura social de los pueblos que vivieron allí, y pueden haber formado parte de un ritual de entierro. Las estatuas de Ain Ghazal son muy grandes, con una altura de alrededor de un metro. Aïn Ghazal fue ocupada entre el 7000 y 5000 a. C. y las estatuas se han fechado alrededor de 6500 a. C.. Las estatuas, que muestran un amplio uso del yeso, representan una clara desviación de las diminutas figuras sin rostro del Paleolítico y marcan el comienzo de un arte neolítico distinto.
Los nabateos incorporaron numerosos paneles esculpidos, estatuillas y frisos decorativos en sus edificios en Petra e hicieron cerámica. Los ejemplos incluyen el detalle arquitectónico utilizado en el templo de Qsr al-Bint en Petra y la estela predominante que representa a los dioses, como relieves tallados y cortados directamente en la roca o tallados como unidades independientes y colocados dentro de nichos tallados.
Los romanos conquistaron Palestina y Siria en 64-63 a. C., y se anexionaron del reino de Nabatea en 106 d. C., momento en el que todo el Jordán cayó bajo el dominio romano. La ocupación romana correspondió con un florecimiento de las artes visuales - pintura, arquitectura. Para la época del emperador Justiniano (527-565), las iglesias salpicaban el paisaje de Jordania y presentaban intrincados pisos de mosaicos, frescos y pórticos.

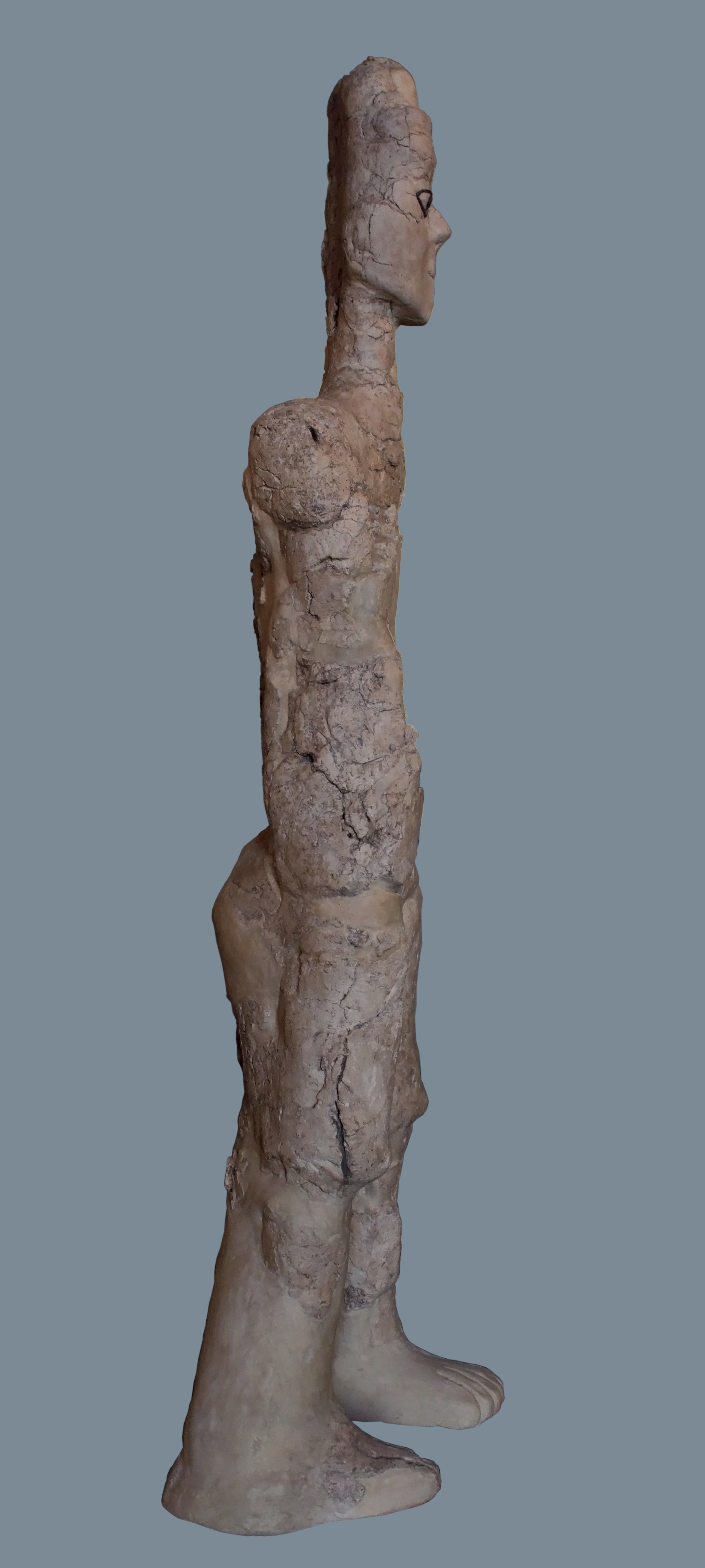
Estatua de Aïn Ghazal, ahora en el Louvre
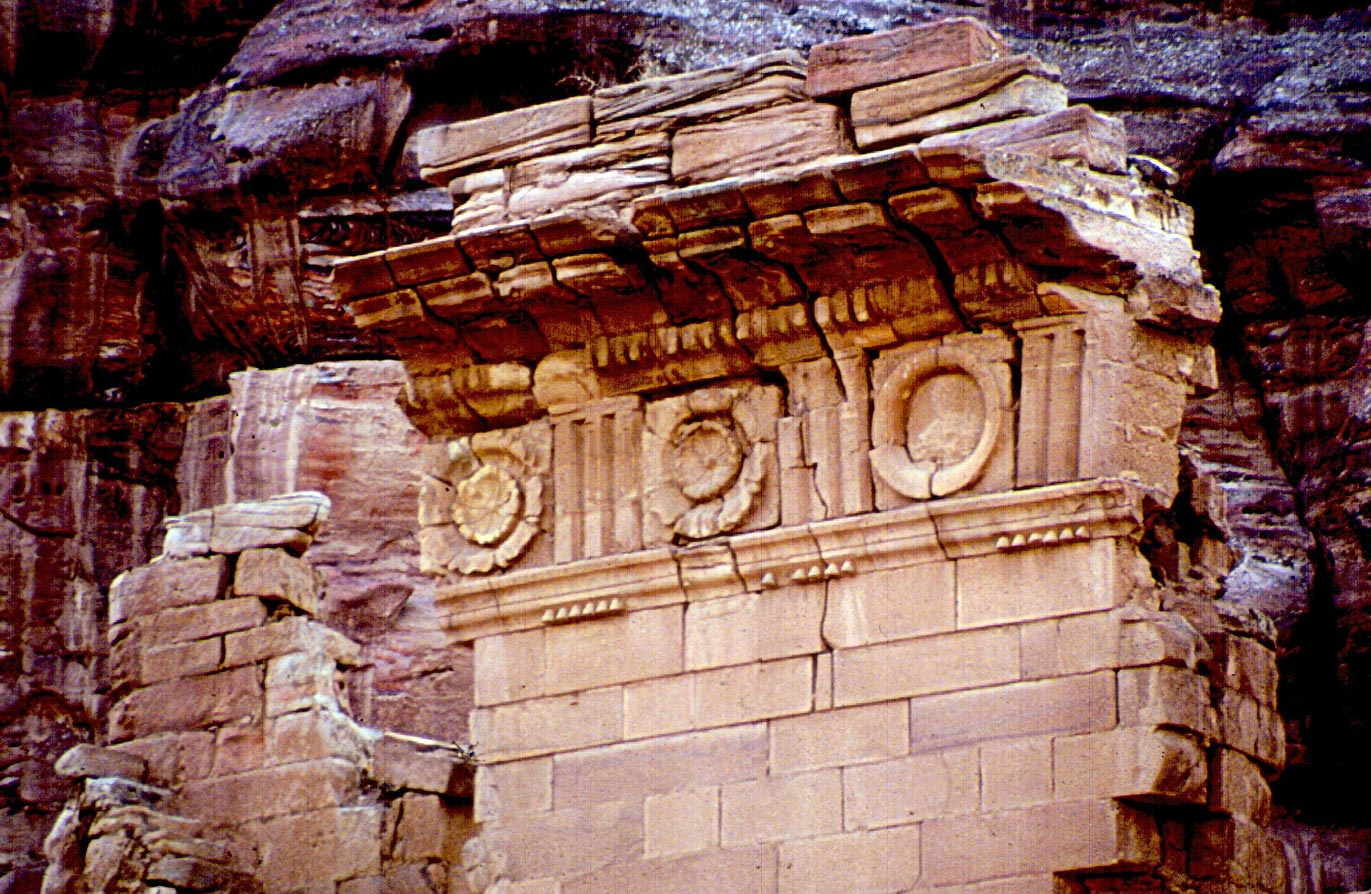
Friso en el templo de Qasr-el-Bint, Petra
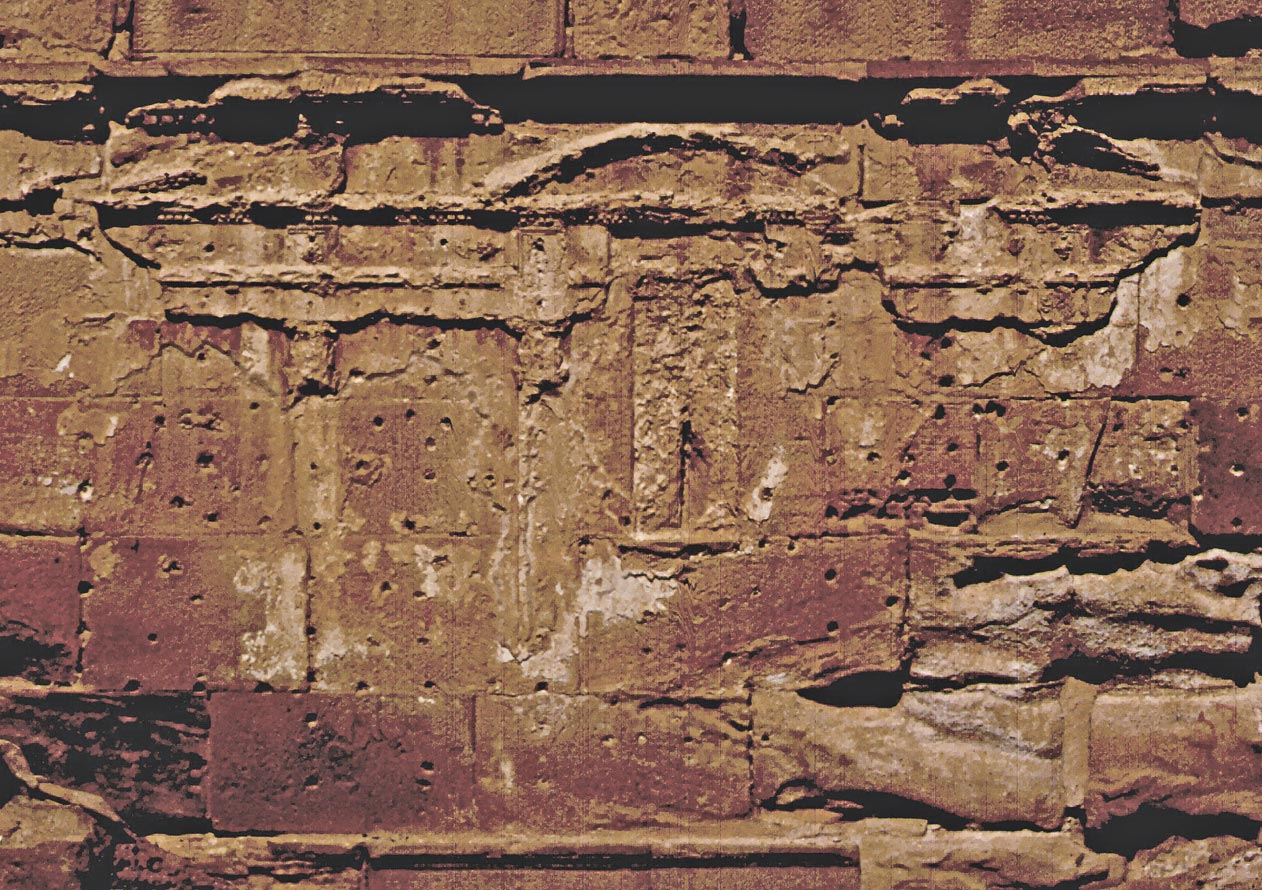
Estuco en Qasr-el-Bint, Petra
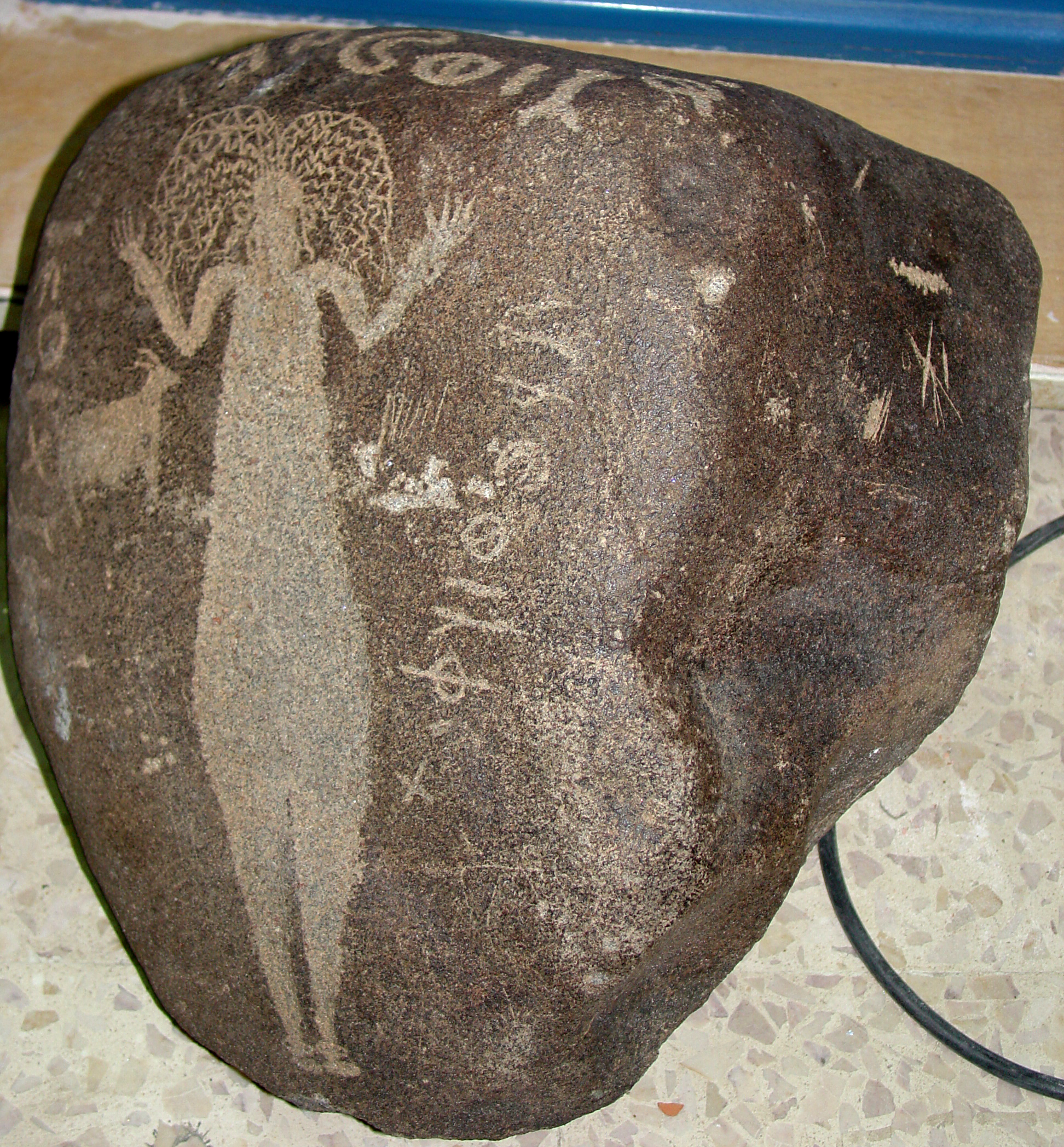
Petroglifo nabateo, s. II o III.
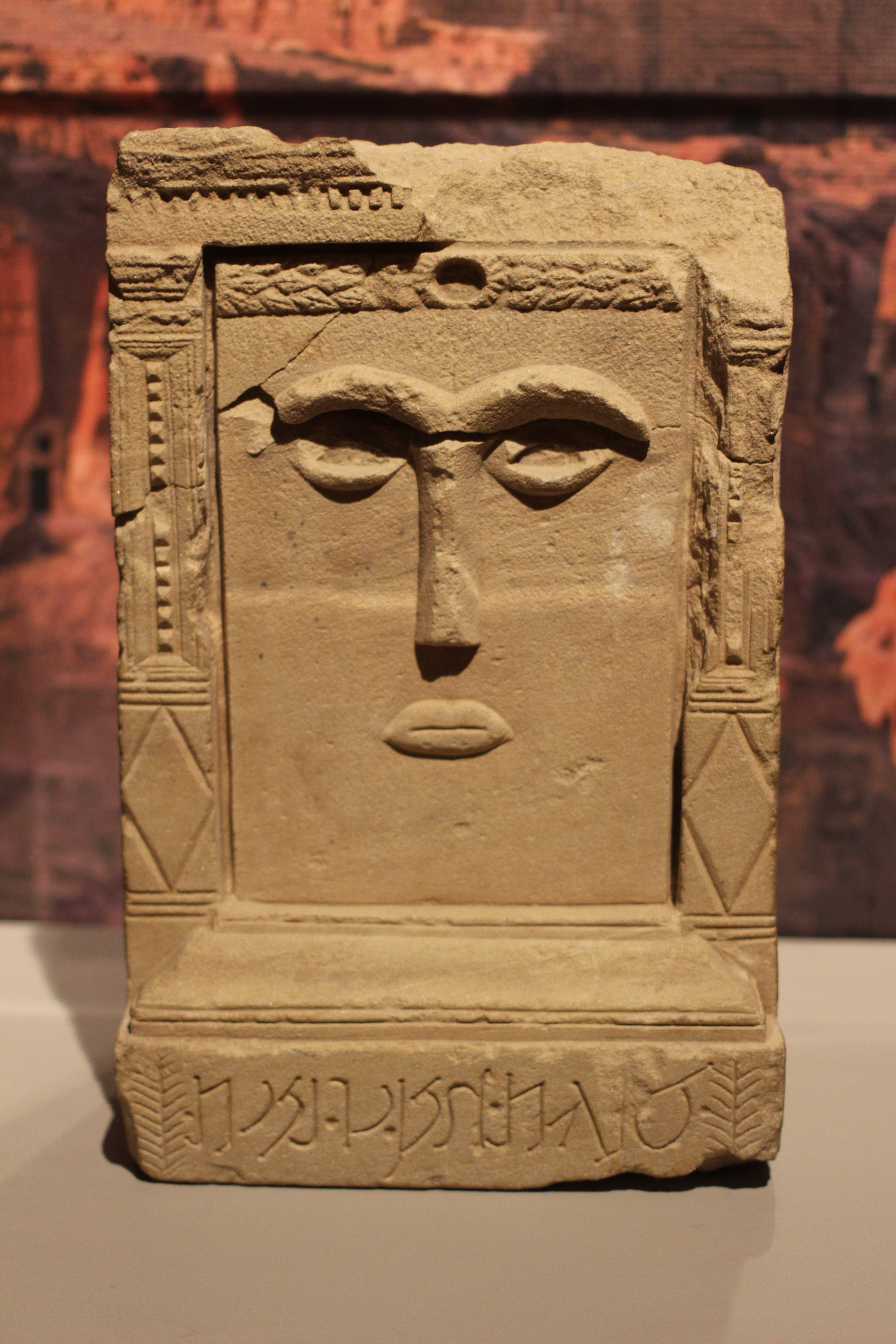
Betila nabatea (piedra sagrada o losa de piedra)

### Arte islámico
El período omeya marca el punto de partida del arte y la arquitectura islámicos. La riqueza y el patrocinio del período omeya estimularon la construcción de residencias religiosas, administrativas y reales, así como un estilo distintivo de bayt (hogar doméstico). Jordania tiene algunos de los mejores ejemplos de arquitectura islámica primitiva, entre ellos: caravasares, castillos del desierto (en árabe conocidos como qusayr), casas de baños, pabellones de caza y palacios ubicados en la franja del desierto oriental.
Los ejemplos de grandes mezquitas construidas durante el gobierno del califa omeya Al-Walid I (705-714) incluyen: la Gran Mezquita de Damasco (706), la Mezquita Al-Aqsa de Jerusalén (715) y la Mezquita del Profeta en Medina (709-715). Desde mediados del siglo XIX, han sido excavados varios sitios omeyas, revelando impresionantes frescos, pinturas de paredes y techos y estatuas. Una de esas pinturas, la Pintura de los Seis Reyes, ha sido objeto de estudiosos considerables con respecto a su interpretación.
Notables frescos y tallas en relieve se pueden encontrar en los castillos del desierto de Quasyr Al Hallabat; Quasyr al-Kharanah , Quasyr el-Azraq , Qasr Mshatta y el Quasyr 'Amra que presenta frescos de escenas de caza, músicos, acróbatas, artistas, mujeres desnudas, luchadores y escenas de la corte real. Los castillos más pequeños del desierto incluyen Quasyr al-Tuba ; Quasyr al-Hayr al-Gharbi ; Quasyr Burqu ' , Qasr el `Uweinid y Qasr el Feifeh.
La poesía y la caligrafía se elevaron al arte principal. Bajo la dinastía Omeya, la escritura tuvo un lugar especial, a menudo basado en las escrituras y la vida del profeta, Mahommed, pero a menudo visto como el portador de un significado independiente y un tema digno de ornamentación. Los maestros calígrafos fueron venerados. El arte de la caligrafía se transmitió de maestro a estudiante en un sistema de entrenamiento formal y riguroso que se llevó a cabo durante muchos años, lo que requirió que los estudiantes aprendieran las estrictas reglas y protocolos que rigen la forma de arte. Tanto la escritura religiosa como la secular florecieron bajo la dinastía Omeya. 
Se pensaba que los poetas (conocidos como sha'ir significando mago) estaban inspirados por un espíritu (genios), y se esperaba que defendieran el honor de su tribu y perpetuaran sus obras y logros. Se cree que el Mu'allaqat , una colección de siete poemas de diferentes poetas, aunque de origen preislámico, es el precursor de la poesía árabe.

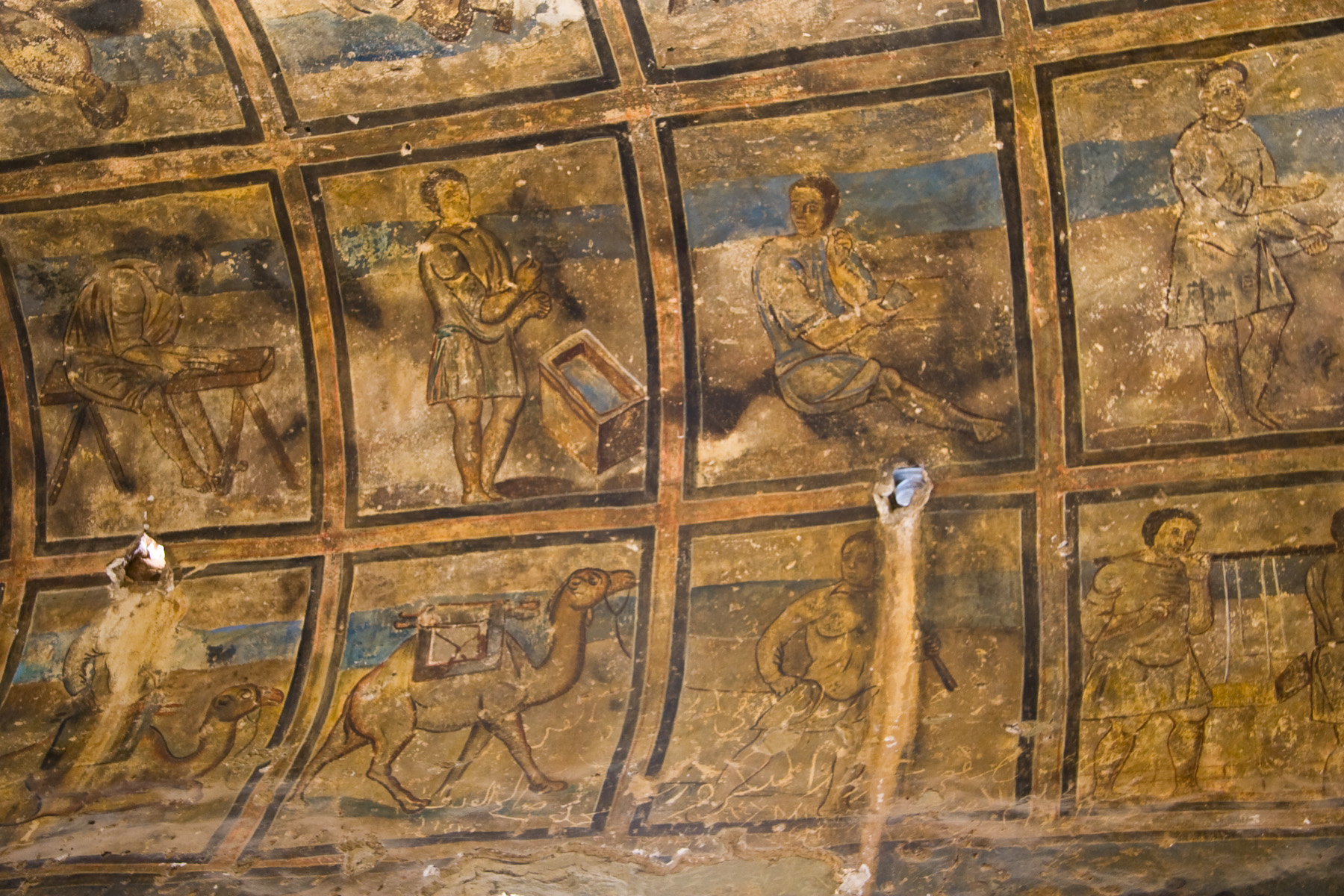
Fresco de pared en Quasyr 'Amra, siglo VIII
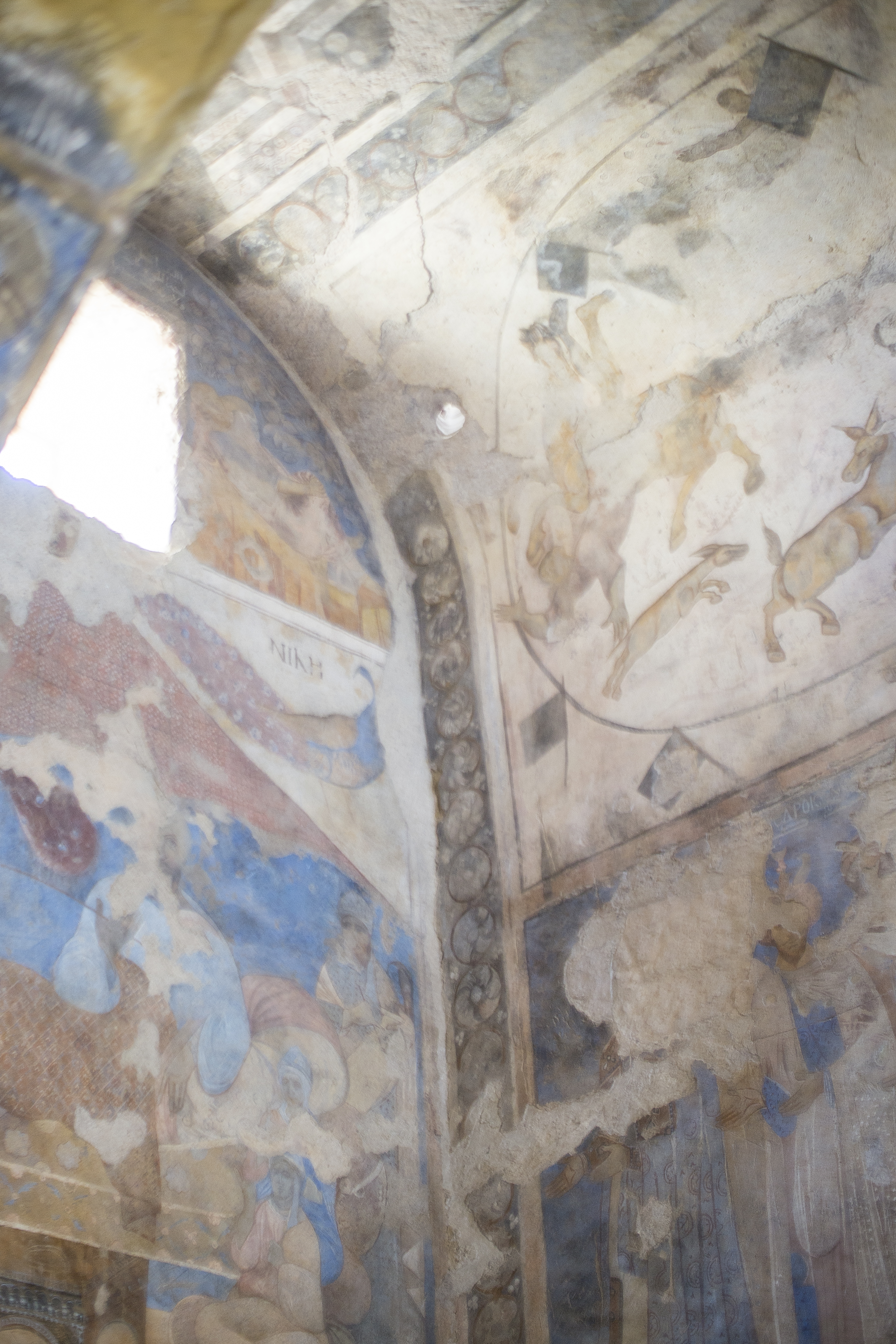
Frescos en Quasyr 'Amra, siglo VIII
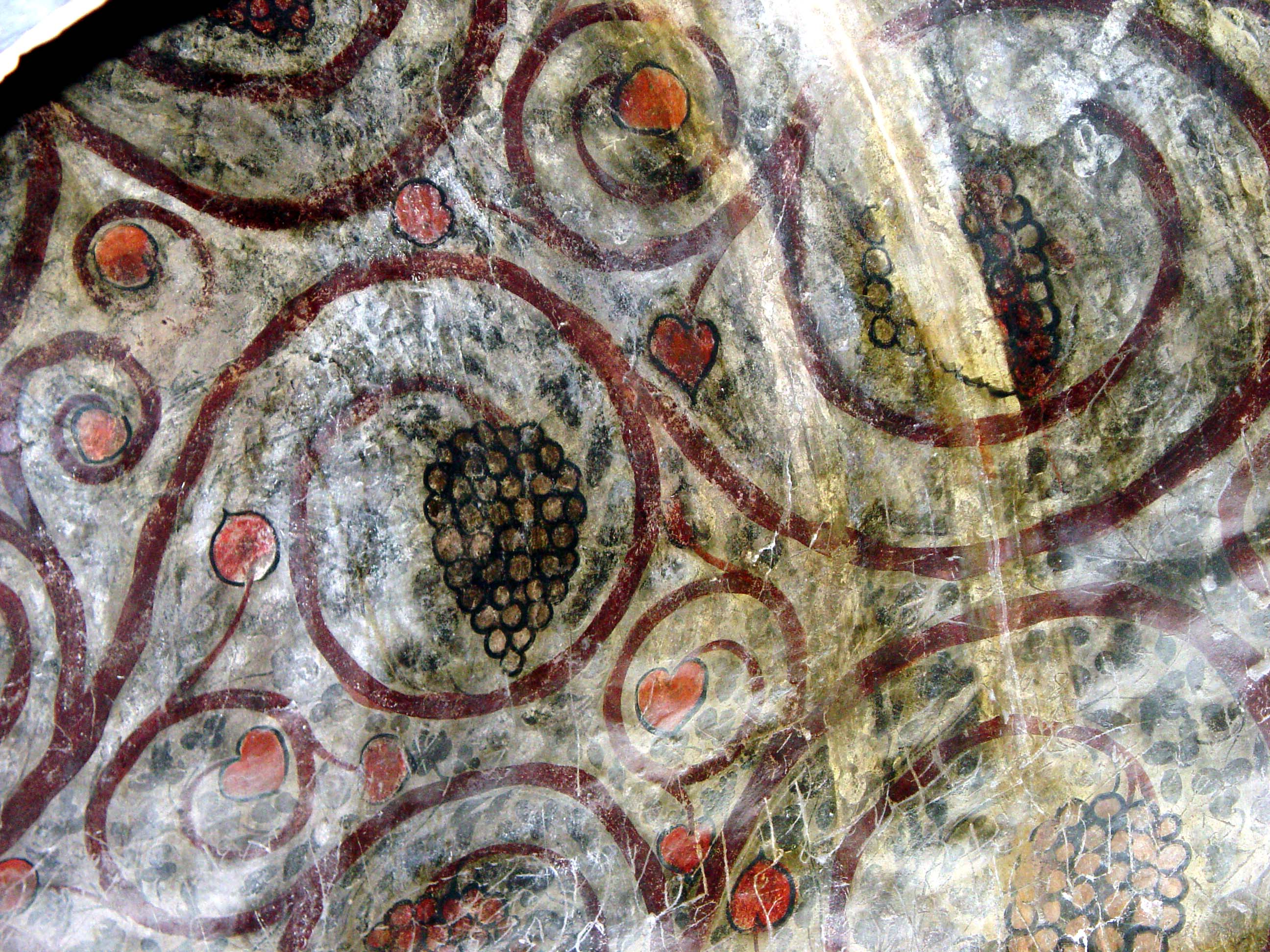
Detalle de Fresco Quasyr 'Amra, siglo VIII
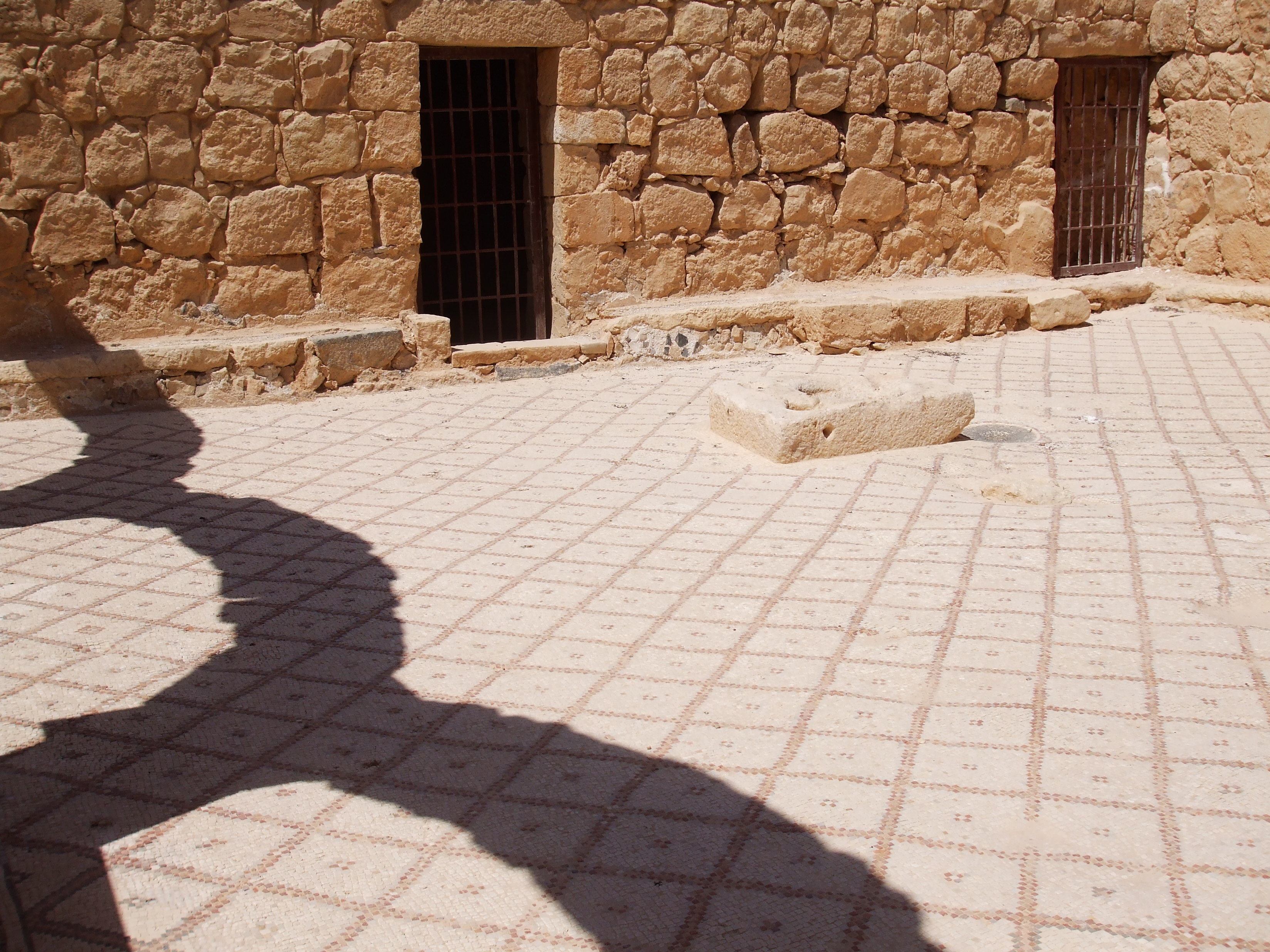
Suelo de mosaico en Quasyr Al Hallabat
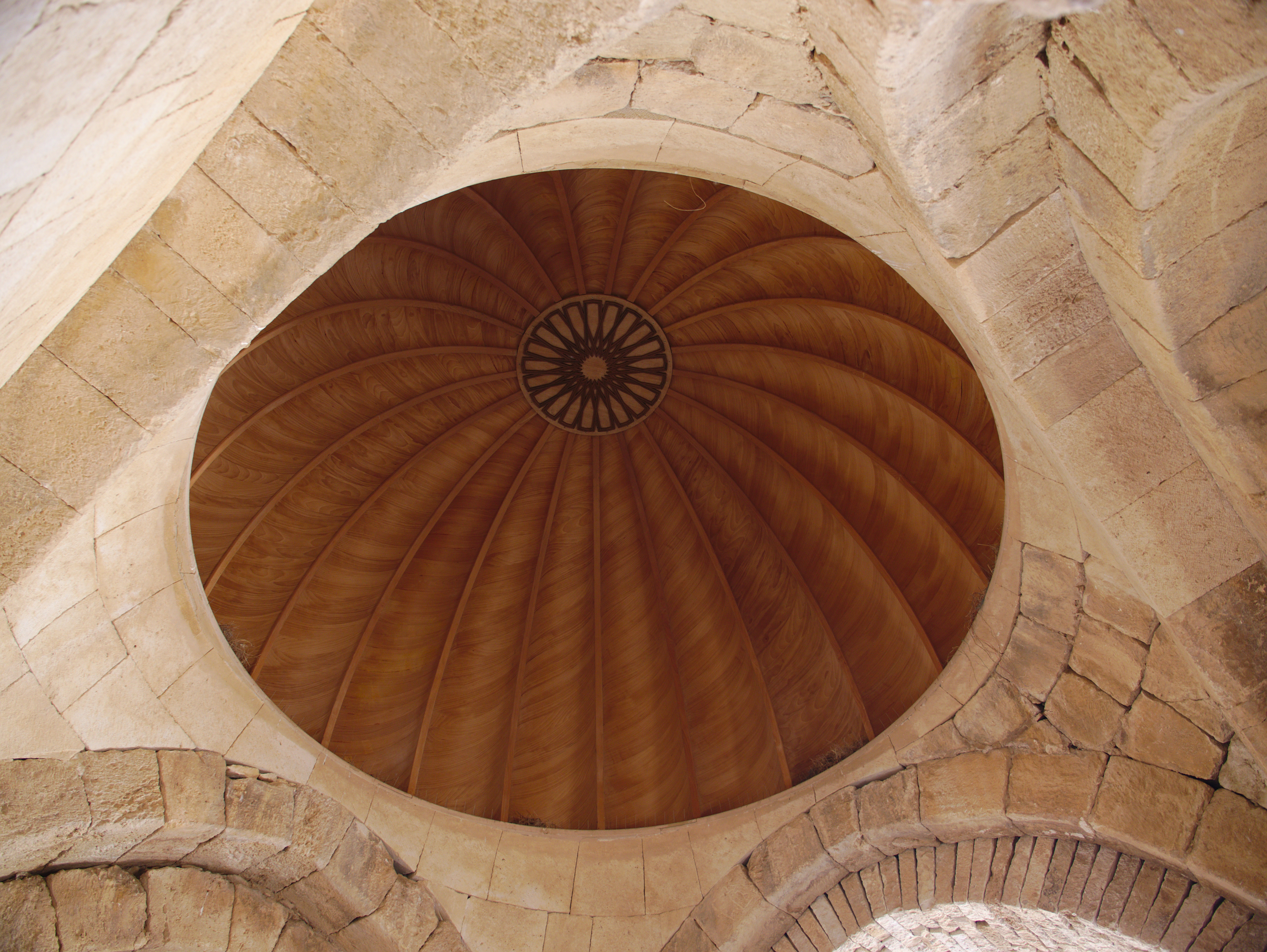
Techo de Hammam al-Sarah, en Quasyr Al Hallabat
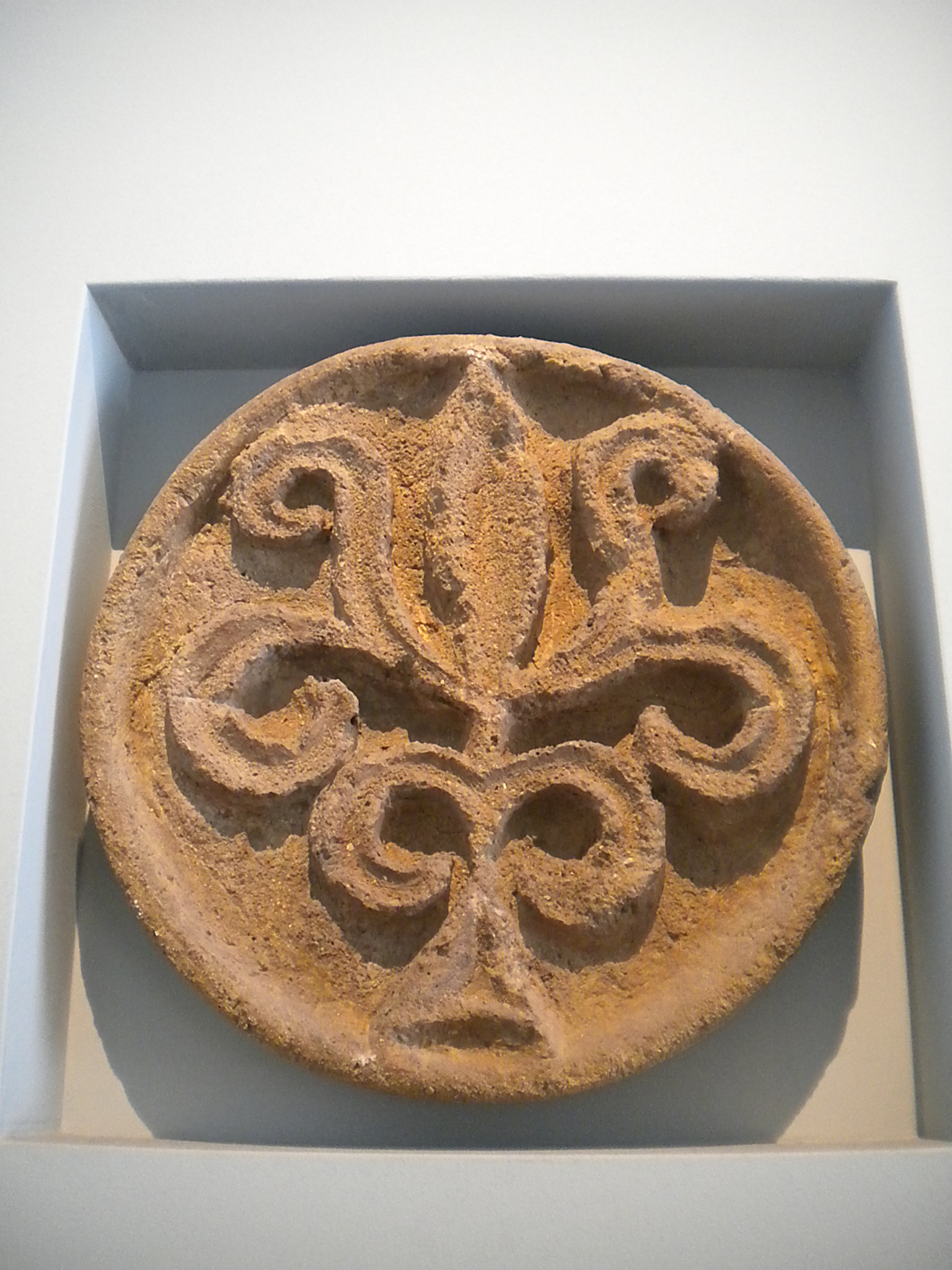
Característica decorativa de Quasyr al-Kharanah
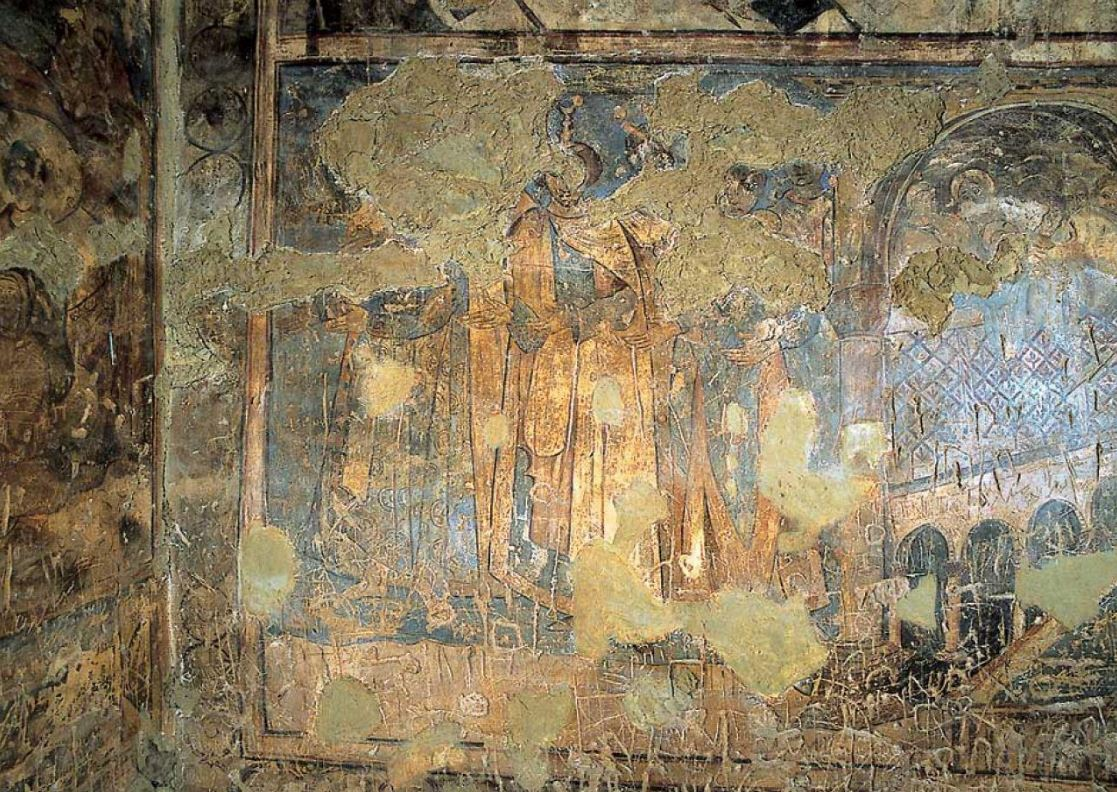
Pintura de los Seis Reyes, (dañado) Quasyr 'Amra

## Arte moderno temprano
Los orígenes del arte moderno en Jordania tienen sus raíces en las décadas de 1920 y 1930, cuando un pequeño número de artistas se establecieron en Amán. Omar Onsi (1901-1969) fue un artista libanés que se estableció en Amán alrededor de 1922 y dio lecciones de pintura a los niños de Abdullah I. En 1930, el artista turco Ziauddin Suleiman (1880-1945) También se estableció en Amán y realizó la primera exposición individual en el Hotel Filadelfia. En 1948, George Aleef llegó a Jordania con un grupo de refugiados palestinos y estableció un estudio de arte donde enseñaba a estudiantes locales. Estos tres artistas introdujeron a los estudiantes locales en la pintura de caballete y contribuyeron a una apreciación más amplia del arte.
A finales de la década de 1940, Jordania no tenía galerías de arte y las exposiciones de arte eran prácticamente desconocidas. Las pocas exposiciones de arte que se montaron, se llevaron a cabo en espacios públicos como escuelas y salas del parlamento. 

## Movimiento jordano de arte moderno
A fines de la década de 1950, un grupo de jóvenes artistas que se habían formado en Europa, regresaron a Jordania para sentar las bases del movimiento de arte moderno jordano.  Varios de estos estudiantes, entre ellos Muhanna Al-Dura, Rafiq Lahham y Suha Katibah Noursi, recibieron su primera educación artística en Jordania del emigrante ruso, George Aleef, quien fue el primer pintor occidental en establecer un estudio en Amán y enseñar en locales a estudiantes. Según las memorias de Muhanna Dura, Aleef enseñó a sus alumnos los conceptos básicos de la acuarela, el dibujo y la pintura, y la comprensión europea de la perspectiva. Dura, junto con estos jóvenes artistas, ayudó a provocar un movimiento de arte local jordano.
Muhanna Dura finalmente enseñó pintura e historia del arte en la Escuela de Capacitación de Profesores en Ammman y en 1964, estableció la Sección de Bellas Artes en el Departamento de Cultura y Arte de Amán, y también estableció el Instituto de Bellas Artes de Jordania en 1970. Así, inspiró a una generación de jóvenes artistas. Entre sus estudiantes notables se encontraban la princesa Wijdan Ali, que es conocida por sus intentos de revivir las tradiciones del arte islámico y Nawal Abdallah, que es una de las principales luces de la escena artística contemporánea de Jordania y cuyo arte a menudo incluye caligrafía.
Un segundo grupo de artistas, que se entrenaron en Europa y América en la década de 1960, regresaron a Jordania y comenzaron a buscar una expresión artística jordana distintiva y a afirmar su identidad árabe. Artistas notables en el movimiento de arte jordano incluyen: Khalid Khreis (n. 1955); Nabil Shehadeh (b. 1949); Yasser Duwaik (b. 1940); Mahmoud Taha (n. 1942) y Aziz Amoura (n. 1944).

## Movimiento de arte hurufiyah

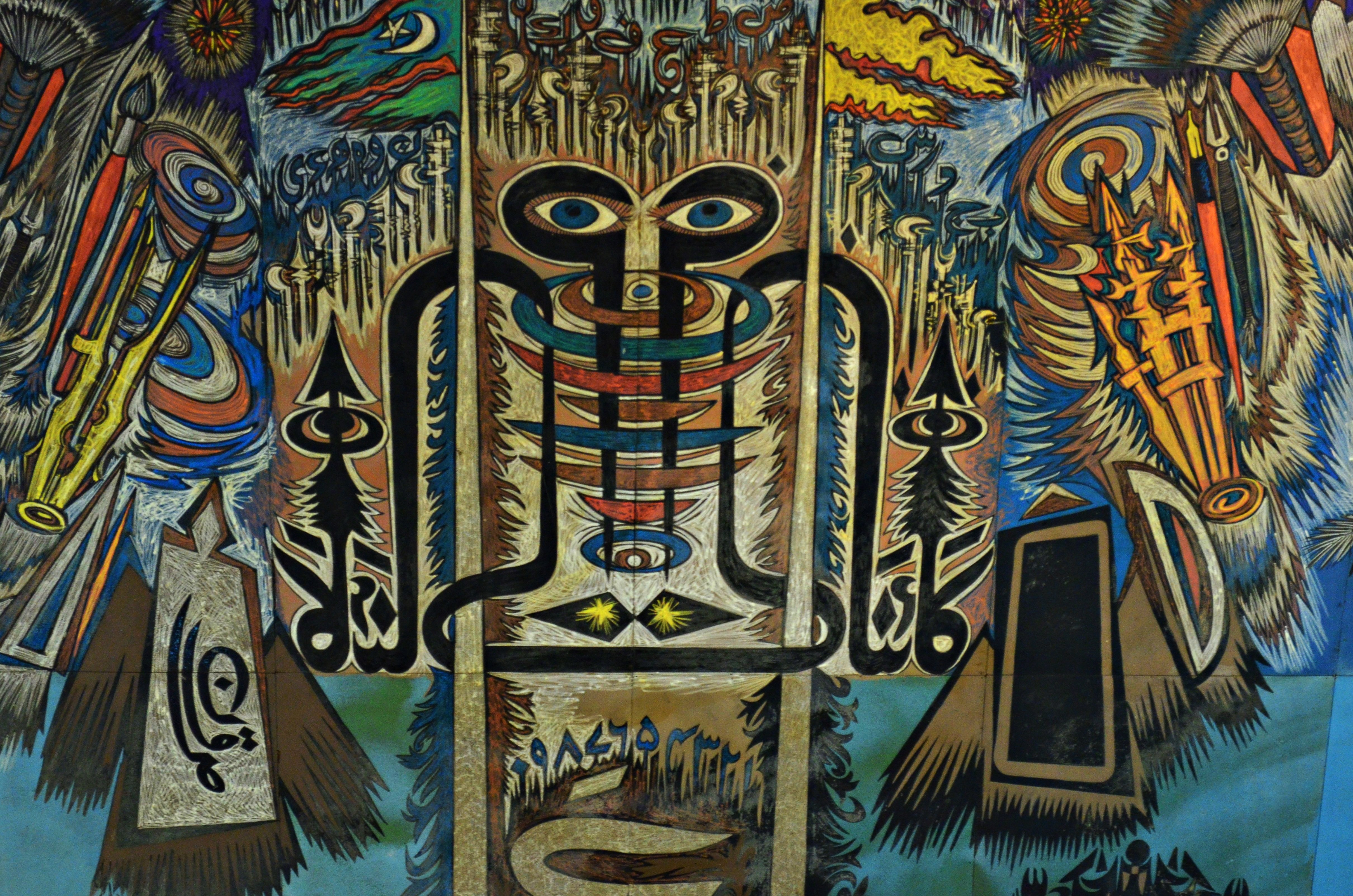
Techo de Frere Hall, Karachi, Pakistán, c. 1986. La obra del artista, Sadequain Naqqash, integra la caligrafía en una obra de arte contemporánea.

El Movimiento de Arte Hurufiyah (también conocido como el movimiento Al-hurufiyyah o el movimiento de Letras del Norte de África ) se refiere al uso de la caligrafía como una forma gráfica dentro de una obra de arte. Desde alrededor de 1955, los artistas que trabajan en el norte de África y partes de Asia transformaron la caligrafía árabe en un movimiento de arte moderno. El uso de la caligrafía en el arte moderno surgió independientemente en varios estados islámicos; pocos de estos artistas se conocían entre sí, lo que permitía que emergieran en diferentes regiones diferentes manifestaciones de hurufiyyah. En Sudán, por ejemplo, las obras de arte incluyen tanto la caligrafía islámica como los motivos de África Occidental.

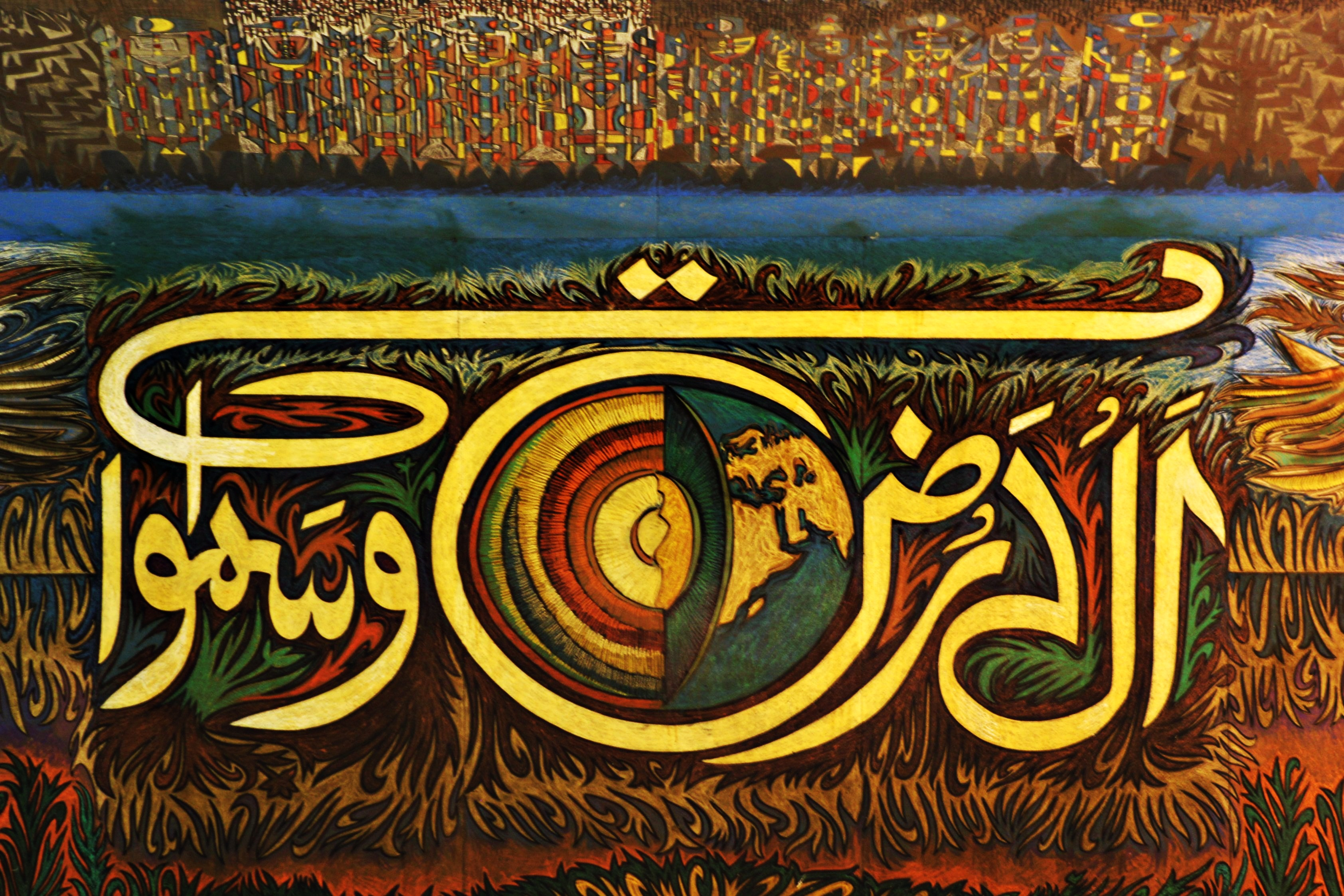
Detalle del techo de Frere Hall

Los artistas de Hurufiyah rechazaron los conceptos del arte occidental y, en cambio, buscaron una nueva identidad artística extraída de su propia cultura y herencia. Estos artistas integran con éxito las tradiciones visuales islámicas, especialmente la caligrafía, en composiciones indígenas contemporáneas. Aunque los artistas hurufiyah estaban preocupados por su diálogo individual con el nacionalismo e intentaron relacionarse con el movimiento artístico moderno, también trabajaron hacia una estética que trascendiera las fronteras nacionales y representara una afiliación más amplia con una identidad islámica.
Los más notables exponentes del arte hurufiyyah de Jordania son el ceramista, Mahmoud Taha y la artista e historiadora del arte, la princesa Wijdan Ali, quien a través de sus escritos ha sido capaz de llamar la atención del movimiento artístico hacia un público más amplio.

## Galerías de arte y museos.

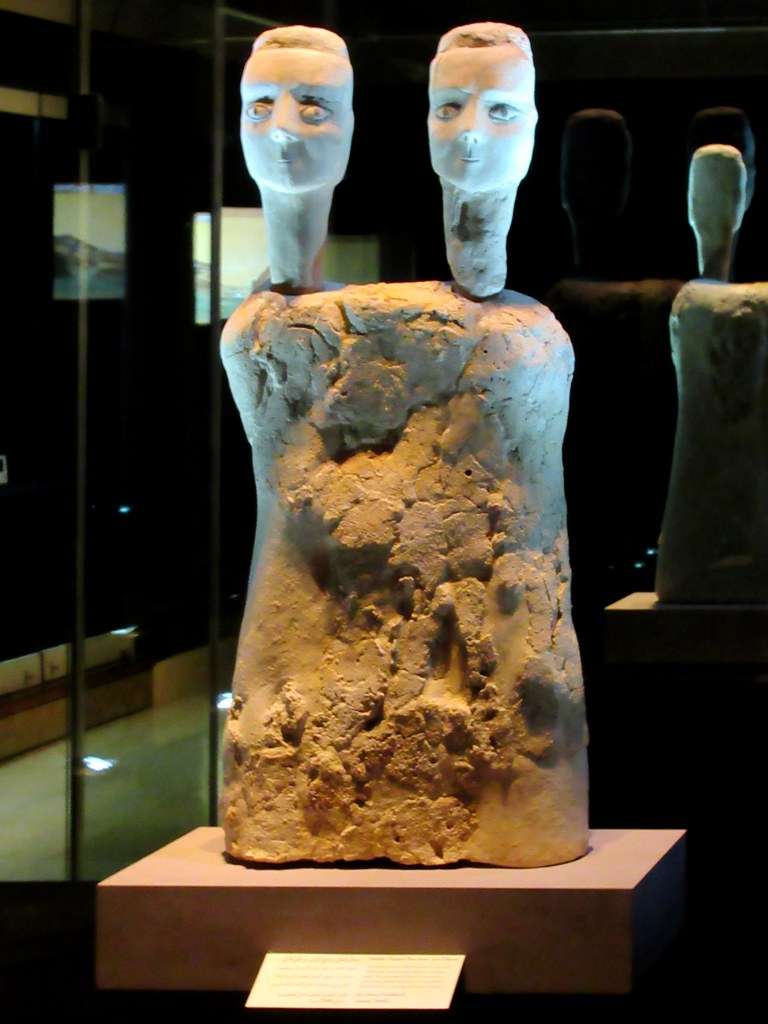
El busto doble de Ayn Ghazal, en exhibición en el Museo de Jordania, de aprox. 7.500 a. C. y una de las figuras humanas grandes más antiguas conocidas.

- Galería Nacional de Bellas Artes de Jordania
- Museo de Arte Jabal Luwiebdeh
- Fundación Khalid Shoman, Darat al Funun
- Dar Al-Anda, Amán - un museo y centro de investigación[42]
- Galería de arte Foresight32, Amán
- Nabad, Amán
- Wadi Finan, Amán
- Galería Orfali, Um Uthaina
- Galería de Oriente, Abdoun, West Amman
- Jacaranda, Amán
- Galería del Banco Amán de El Cairo, Wadi Saqra, Amán

### Sitios arquitectónicos históricos notables
- Jabal al-Qal'a - grupo de casas de clase alta
- Al Qastal, Jordania - Palacio Ummayad
- Hammam al-Sarah - casa de baños Ummayad
- Qasr Amra - Palacio Ummayad
- Qasr Al-Hallabat - castillo del desierto / pabellón de caza
- Qasr Al-Kharanah - castillo del desierto
- Qasr Al- Mshatta - castillo del desierto
- Qasr Burqu' - castillo del desierto
- Qasr Tuba - castillo del desierto

## Otras lecturas
- Piotr Bienkowski, Tesoros de una tierra antigua: El arte de Jordania, A. Sutton Publishing, 1994, 1996
- Peter Vine, Joyas del Reino: La Herencia de Jordania, Immel, 1987

- Datos: Q6277261
- Multimedia: Art of Jordan / Q6277261